# Einar Halling-Johansson
Einar Halling-Johansson (ibland skrivet: Johansson-Halling, folkbokförd som Einar Alexius Hadling), född 14 oktober 1893 i Örgryte församling, Göteborg, död 4 februari 1958 i Enskede församling, Stockholm, var en svensk amatörfotbollsspelare (anfallare) som var uttagen till de svenska fotbollstrupperna i OS i Stockholm 1912 och OS i Antwerpen 1920. I båda turneringarna var han dock reserv och fick ingen speltid.
Halling tillhörde under sin klubbkarriär Örgryte IS, IFK Eskilstuna och Mariebergs IK. I den förstnämnda klubben vann han ett SM-guld, år 1913.
Under åren 1912–1921 spelade Halling sammanlagt 6 landskamper för Sverige (0 mål).
Han är begravd på Sandsborgskyrkogården i Stockholm.

## Meriter

### I klubblag
Örgryte IS
- Svensk mästare (1): 1913

### I landslag
Sverige
- Uttagen till OS (2): 1912 (reserv), 1920 (reserv)
- 6 landskamper, 0 mål